# ليتل يمن
ليتل يمن أو اليمن الصغير (بالإنجليزية: Little Yemen) هي منطقة عرقية تقع في النصف الشرقي من ذا برونكس، نيويورك في موريس بارك. يقع قلب الحي على طريق وايت بلينز في شارع راينلاندر.
بدأت الجالية اليمنية الأمريكية في النمو بأعداد كبيرة بعد اندلاع الحرب في اليمن عام 2014. يحيى عبيد، مسؤول الاتصال في مركز برونكس الإسلامي، عمل مع جوجل لتغيير اسم المنطقة إلى ليتل يمن.
هناك أكثر من 500 شركة مملوكة لليمنيين داخل دائرة نصف قطرها ميل واحد من ليتل يمن، معظمها ديلي ومحلات البقالة. في السابق، كانت المنطقة في الغالب إيطالية وإسبانية. يعتبر الحي أحد أكثر الأحياء أمانًا في مدينة نيويورك.
يقام موكب اليوم اليمني الأمريكي في اليمن لمدة عامين متتاليين 2019 و2020. استقطب موكب اليوم اليمني الأمريكي الأول في 2019 أكثر من 3000 شخص، بما في ذلك الزوار من العديد من الدول.
تحتوي المنطقة على العديد من مقاهي الشيشة ومحلات السوبر ماركت اليمنية ومطاعم وصيدليات يمنية تحيط بالتقاطع. 